# Heinrich Joseph Wetzer
Heinrich Joseph Wetzer (Langraviato d'Assia-Kassel, 19 marzo 1801 – Friburgo in Brisgovia, 5 novembre 1853) è stato un orientalista tedesco.
Insieme a Benedikt Welte fu il curatore della prima edizione del lexicon intitolato Lexikons Wetzer und Welte’s – Kirchenlexikon oder Encyklopädie der katholischen Theologie und ihrer Hilfswissenschaften.

## Biografia
Dal 1820 al 1823 studiò teologia e lingue orientali all'Università di Marburgo e  di Gottinga. Nel 1824 si laureò in teologia e filosofia a Friburgo in Brisgovia.
Si recò quindi a Parigi per studiare l'arabo, il siriaco e il persiano sotto la direzione degli  orientalisti Silvestre de Sacy e Étienne Marc Quatremère. Durante il suo soggiorno di diciotto mesi, riuscì a rinvenire nella Biblioteca Reale un antico manoscritto che descriveva la storia dei cristiani copti d'Egitto dalle origini al XV secolo.
Nel 1827 diede alle stampe a Francoforte il trattato Restitutio verae chronologiae rerum ex controversiis Arianis, inde ab anno 325 usque ad annum 350 exortarum, frutto di un lavoro di ricerca biennale sul conflitto fra l'eresia ariana e la Cristianità nel V secolo, il quale fu pubblicato solo parzialmente.
Nel 1828 fu nominato professore associato di filologia orientale all'Università di Friburgo in Brisgovia. Due anni più tardi, fu promosso al ruolo di professore ordinario.
Nel 1844 pubblicò in forma anonima il pamphlet dal titolo Die Universität Freiburg nach ihrem Ursprunge..., dedicato all'origine cattolica dell'ateneo e al mantenimento della sua tradizione.
Tutto ciò attrasse su di lui l'inimicizia dei protestanti che detenevano la maggioranza delle cattedre e che nel 1846 lo fecero destituire da qualsiasi incarico accademico, offrendogli un impiego da bibliotecario. 
Wetzer aveva già ricoperto questo ruolo per tre anni, sostituendo il bibliotecario Heinrich Amann dal 1843 al 1846. Nel 1850, infine, fu nominato responsabile della biblioteca dell'ateneo.

## Opere selezionate
- Restitutio verae chronologiae rerum ex controversiis Arianis inde ab anno 325 usque ad annum 350 exortarum contra chronologiam Nodie receptam exhibita una cum Specimine historiae Coptorum. Brönner, Francoforte sul Meno, 1827.
- Taki-eddini Makrizii Historia Coptorum Christianorum in Aegypto Arabice. Johann Esaias von Seidel, Sulzbach 1828.
- Die Universität Freiburg nach ihrem Ursprunge, ihrem Zwecke, ihren Mitteln und Studienstiftungsfonds, ihrer Eigenschaft als geistliche Corporation und fromme Stiftung, ihrer Organisation, ihren Instituten, und nach den kirchen- und staatsrechtlichen Garantien ihres Fortbestandes.l, Herder, Friburgo in Brisgovia, 1844.
- con Benedikt Welte, Kirchen-Lexikon oder Encyclopädie der katholischen Theologie und ihrer Hilfswissenschaften, 12 voll., Herder, Friburgo in Brisgovia, 1847–1860.